# 並行複発酵
並行複発酵（へいこうふくはっこう）は、デンプンを原材料として最終的にエタノールを得る醸造のプロセスとしての発酵において、麹の酵素によってデンプンがブドウ糖に変化する糖化と、ブドウ糖が出芽酵母の働きによってエタノールに変化する発酵とが、同一容器の液中で並行して複数同時に行われる形態の発酵である。

## 概要
並行複発酵によってだけ、度数が20度に近い酒を、蒸留に依らず醸造のみにより生成できる。これは、まず糖化をしてから次にアルコール発酵を行う単行複発酵では、途中の状態として20度のアルコールを造るためには高濃度のブドウ糖液に必然的になってしまうが、そのように水飴のようになってしまうと、酵母が活動できなくなってしまうためである。並行複発酵ならば、糖化の結果できたブドウ糖はアルコール発酵によってただちに消費されるため、そのような問題を起こさずに、度数が20度に近い酒を醸造のみにより生成できる。
なお、（三段仕込みなどで）もろみに原材料の蒸米と水を追加するときは、同時に麹を追加する必要がある。麹菌（コウジカビ）は好気性菌なので、日本酒のもろみの容器中では繁殖できないからである。糖化には、麹菌が作った酵素が使われることになる。いっぽう、出芽酵母はもろみ中で繁殖できるので、追加する必要はない。
原因・理由は判然としないが、酒造りの伝統的な技法としては、大規模には東アジアに主に集中して見られるものである。これにより日本酒などのように、いわゆる「洋酒」においては蒸留を必要とするようなアルコール度数の酒が、東アジアでは醸造酒として存在している。
並行複発酵によって醸造されるアルコール飲料の例を示す（さらに蒸留するものも含む。また日本酒など、加水により高すぎる濃度を調整する場合もある）。
| 地域       | 生産物         | 主原料       | 主糖化作用                                          | 主アルコール発酵作用          |
| ---------- | -------------- | ------------ | --------------------------------------------------- | ----------------------------- |
| 中国       | 黄酒（紹興酒） | 米           | コウジカビ Aspergillus oryzae クモノスカビ Rhizopus | 酵母 Saccharomyces cerevisiae |
| 韓国       | マッコリ       | 小麦         | コウジカビ                                          | 酵母                          |
| 日本       | 日本酒         | 米           | コウジカビ Aspergillus oryzae                       | 酵母                          |
| 日本       | 焼酎、泡盛     | 麦、米、甘藷 | コウジカビ                                          | 酵母                          |
| フィリピン | ブボッド       | 米           | Saccheomycopusis属                                  | 酵母                          |

## その他の発酵
ビールやウィスキー（蒸留する前の醸造酒）の製造過程においては、糖化とアルコール発酵の両方が同時ではなく別々に行なわれるので、単行複発酵（たんこうふくはっこう）という。ただし、ウイスキー製造では、ビールと違い糖化後に麦汁を煮沸せず、酵素の活性は失われない為、並行複発酵とも言える。また、ワインのように初めから原料中にブドウ糖が含まれている場合は、糖化を行う必要はなくアルコール発酵だけでよいので、単発酵（たんはっこう）という。